# (29977) 1999 NH11
A (29977) 1999 NH11 egy kisbolygó a Naprendszerben. A LINEAR projekt keretében fedezték fel 1999. július 13-án.